# Mário de Andrade
Mário de Andrade, all'anagrafe Mário Raul de Morais Andrade (AFI: [ˈmaɾ.iu ʁaˈu dʒi moˈɾajs ɐ̃ˈdɾadʒi]; San Paolo, 9 ottobre 1893 – San Paolo, 25 febbraio 1945), è stato uno scrittore, musicologo e critico letterario brasiliano, uno dei fondatori del modernismo brasiliano.

## Biografia
Dopo essersi fatto conoscere come enfant prodige del pianoforte, fece parte negli anni venti del gruppo dei giovani modernisti, e fu uno degli animatori della Semana de Arte Moderna (settimana di arte moderna) a San Paolo nel 1922. Nazionalista, ma venato di influenze socialiste e terzomondiste, fu amico di Giuseppe Ungaretti, che conobbe durante il soggiorno brasiliano di quest'ultimo.
Scrisse saggi di musicologia, incentrati sul folclore.

## Opere principali

### Poesia
- Há uma Gota de Sangue em Cada Poema (1917)
- Paulicéia Desvairada (1922)
- Losango Cáqui (1926)
- Clã do Jabuti (1927)
- Remate de Males (1930)
- Poesias (1941)
- Lira Paulistana (1946)
- O Carro da Miséria (1946)
- Poesias Completas (1955)

### Romanzi
- Amar, Verbo Intransitivo (1927)
  - Amare, verbo intransitivo, traduzione di Jessica Falconi, Salerno, Edizioni Arcoiris, 2020. ISBN 978-88-99877-51-4
- Macunaíma (1928)
  - Macunaíma: l'eroe senza nessun carattere, a cura di Giuliana Segre Giorgi, Milano, Adelphi, 1970.

### Novelle e Crônicas
- Primeiro Andar (1926)
- Belasarte (1934)
- Os filhos da Candinha (1943)
- Contos Novos (1947)
  - Primo maggio; seguito da, Il pozzo (O poço), a cura di Andrea Ciacchi, Roma, Biblioteca del Vascello, 1993. ISBN 88-7227-021-9

### Saggi, critica, e musicologia
- A Escrava que não é Isaura (1925)
- Ensaio sobre Música Brasileira (1928)
- Compêndio de História de Música (1929)
- O Aleijadinho de Álvares de Azevedo (1935)
- Lasar Segall (1935)
- O Movimento Modernista (1942)
- O Baile das Quatro Artes (1943)
- O Empalhador de Passarinhos (1944)
- O Baile das quatro artes (1963)
- O Banquete (1978).
- Danças Dramáticas do Brasil (3 vols. 1982)
- Música de Feitiçaria no Brasil (1983)
- Os cocos (1984)
- Dicionário Musical Brasileiro (1988).

### Diari di viaggio
- O turista aprendiz (postumo, 1976).
  - Il turista apprendista: viaggi per il Rio delle Amazzoni fino al Perù, per il Rio Madeira fino alla Bolivia via Marajo fino a dire basta: 1927; a cura di Andrea Ciacchi; con le fotografie dell'Autore, Roma, Biblioteca del Vascello, 1995. ISBN 88-7227-431-1

## Altre traduzioni in italiano
- La poesia, in AA.VV., Letteratura negra, presentata da Pier Paolo Pasolini, Roma, Editori Riuniti, 1961.
- Io sono trecento, introduzione e trad. Giuliana Segre, Collezione di poesia, Torino, Einaudi, 1973.
- Evoluzione sociale della musica brasiliana, in "Musica/Realtà", anno 15, n. 45 (dicembre 1994), pp. 67-88.